# Ebba Busch
Ebba Busch (connue sous le nom d'Ebba Busch Thor de 2013 à 2020), née le 11 février 1987 à Gamla Uppsala, est une femme politique suédoise. Elle est présidente des Chrétiens-démocrates depuis 2015.

## Biographie
Ebba Busch est née d'une mère suédoise et d'un père norvégien. Elle grandit à Gunsta, près d'Uppsala, et elle est scolarisée à l'école primaire Christian Livets Ord. Elle étudie d'abord à Katedralskolan d'Uppsala puis poursuit des études sur la paix et les conflits à l'université d'Uppsala.
Elle est membre de l'Église de Suède[réf. nécessaire].
De 2006 à 2010, Ebba Busch est la secrétaire du conseiller démocrate-chrétien Gustaf von Essen dans la municipalité d'Uppsala. En 2009, alors que Gustaf von Essen est en congé maladie, elle assure les fonctions de conseillère municipale suppléante, chargée du budget.
Elle est vice-présidente de l'organisation de jeunesse démocrate-chrétienne entre 2008 et 2011.
Le 25 avril 2015, elle est élue chef du parti démocrate-chrétien en remplacement de Göran Hägglund. Ses premières tentatives pour gagner des votes en adoptant des positions plus strictes sur l'immigration et l'ordre public sont contrecarrées lorsque le Parti modéré utilise cet espace. Par la suite, elle recourt à des thèmes plus traditionnels de la démocratie chrétienne, tels que la santé et la politique familiale[réf. nécessaire]. Dans le même temps, Ebba Busch continue de positionner le parti dans une direction plus conservatrice sur d'autres questions, telles que l'opposition aux appels à la prière des mosquées, l'étude du genre à l'école maternelle et l'appel à des peines plus sévères pour les « crimes d'honneur »[réf. nécessaire].
Au même moment, elle est également attaquée par des conservateurs sociaux au sein de son propre parti pour avoir participé à la marche des fiertés de Stockholm. Elle justifie sa position en estimant que son parti s'était trompé en ne soutenant pas les droits des homosexuels : « Personnellement, j'ai clairement indiqué que je pensais que les chrétiens-démocrates devraient soutenir le droit des homosexuels à adopter et que le parti devrait changer sa position sur cette question.»
En 2018, elle mène son parti à sa meilleure performance électorale en douze ans, dépassant largement le seuil des 4 %.
Le 18 octobre 2022, faisant partie de la coalition des droites en Suède, elle devient vice-Première ministre et ministre de l'Industrie, des Entreprises et de l'Énergie dans le gouvernement d'Ulf Kristersson,.
En mai 2023, lors d'une visite officielle en Suède du ministre israélien des affaires étrangères, Eli Cohen, Ebba Busch affiche ouvertement son soutien au pays hébreu après vingt ans de relations politiques glaciales entre la Suède et Israël : « C’était la première fois depuis plus de 20 ans qu’un ministre israélien des Affaires étrangères effectuait une visite officielle en Suède. Désormais, nous allons écrire un nouveau chapitre dans l’histoire des relations entre nos Etats.»
Début janvier 2024, elle nomme Carl Berglöf en tant que coordinateur de l'énergie nucléaire de la Suède. Elle indique aussi ne pas pouvoir fixer de date quant à la mise en place d'une nouvelle centrale nucléaire sur le sol suédois.
En février 2024, lors d'un entretien accordé à L'Usine Nouvelle, Ebba Busch affirme que l'électrification des transports et de l'industrie lourde demeure au coeur de ses priorités à la tête de son ministère.